# Farrukhnagar
Farrukhnagar é uma cidade no distrito de Gurgaon, no estado indiano de Haryana.

## Geografia
Farrukhnagar está localizada a 28° 27′ N, 76° 49′ L. Tem uma altitude média de 223 metros (731 pés).

## Demografia
Segundo o censo de 2001, Farrukhnagar tinha uma população de 9520 habitantes. Os indivíduos do sexo masculino constituem 53% da população e os do sexo feminino 47%. Farrukhnagar tem uma taxa de literacia de 64%, superior à média nacional de 59,5%: a literacia no sexo masculino é de 73% e no sexo feminino é de 55%. Em Farrukhnagar, 14% da população está abaixo dos 6 anos de idade.